# 托特-葉爾湖
56°13′N 48°29′E / 56.217°N 48.483°E

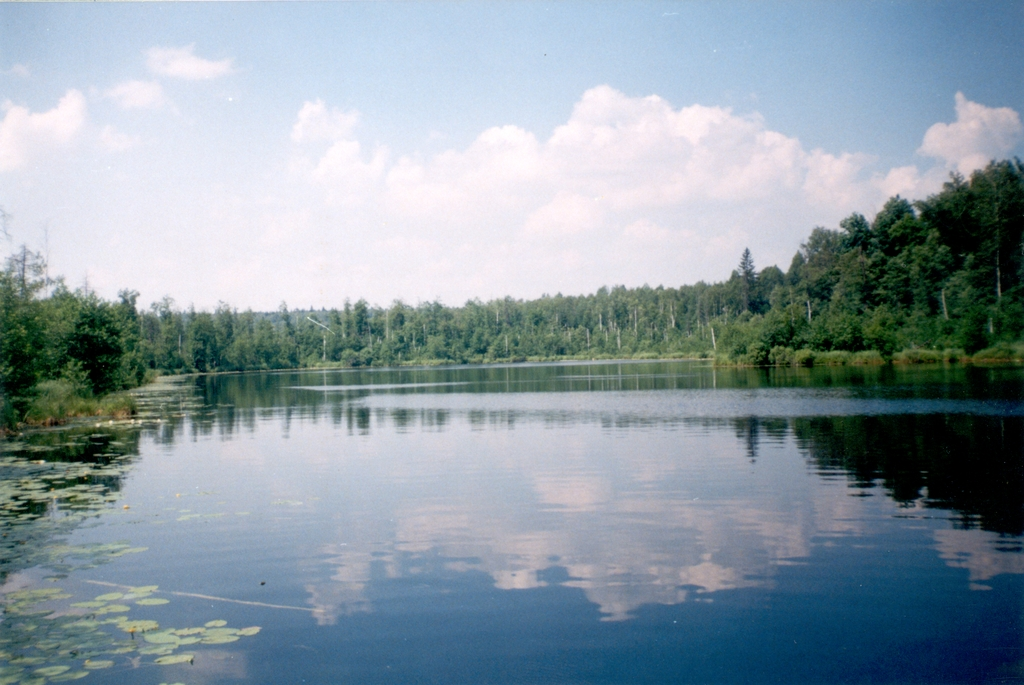

托特-葉爾湖（俄语：Тот-Ер），是俄羅斯的湖泊，位於該國西部，由馬里埃爾共和國負責管轄，處於茲韋尼戈沃區，長0.1公里、寬0.1公里，海拔高度92米，最大水深24米。